# Boleslas l'Aîné
Pour les articles homonymes, voir Boleslas.
Boleslas l’Aîné (en polonais Bolesław Pierworodny), connu aussi sous le nom de Boleslas de Niemodlin (Bolesław Niemodliński), de la dynastie des Piasts, est né vers 1293 et est mort entre 1362 et 1365. 

## Titres
Il est le duc de Niemodlin (1313-1362/1365), de Wieluń (1313-1326) et de Prudnik (à partir de 1336). En 1327, il devient vassal de la Bohême.

## Biographie
Boleslas l’Aîné est le fils aîné du duc Bolko Ier d’Opole et d’Agnès. Son surnom lui a été donné pour le distinguer d’un frère plus jeune prénommé aussi Boleslas. Après le décès de son père le 14 mai 1313, le duché d’Opole est partagé entre ses fils. Boleslas l’Aîné devient le duc de Niemodlin et le seigneur de Wieluń. Jusqu'en 1323, il assure la régence au nom de ses frères trop jeunes pour régner.  
Au niveau politique, il lie son destin au roi de Bohême Jean de Luxembourg. En 1325, il épouse Euphémie, la fille d’Henri VI le Bon, le duc de Wrocław. L’alliance avec la Bohême ne préserve pas Boleslas d’une guerre avec Ladislas Ier le Bref qui s’empare d la région de Wieluń en 1326.
Le 18 février 1327, à Opava, avec les autres ducs de Haute-Silésie, il rend un hommage de vassalité au roi Jean de Luxembourg. L’année suivante, il fait déjà son devoir de vassal en participant à la croisade mise sur pied par la Bohême contre la Lituanie païenne. À son retour, il rejoint son suzerain à Prague où il passera la plus grande partie de son temps. 
En 1336, en remerciement des services rendus, il est autorisé à acheter la ville de Prudnik et sa région qui appartenaient aux possessions bohémiennes en Silésie. 
En 1355, il participe à l’expédition militaire de Charles IV, qui se rend en Italie pour se faire couronner empereur. 
Boleslas l’Aîné est décédé entre 1362 et 1365. On ignore où il a été inhumé.

## Descendance
De son mariage en 1324/1325 avec Euphémie de Wrocław (née 1312/1313 - 21 février ou mars vers 1384) , il a eu trois fils:
- Boleslas,
- Marguerite (née vers 1340 morte 12 juillet 1399) épouse vers 1354 Ulrich II Landgrave von Leuchtenberg
- Jutta (née vers 1346 morte vers 1378) épouse en 1359 Nicolas II de Troppau
- Anna (née vers 1342/1344 morte 8 juin 1365) nonne à l'abbaye Sainte-Claire de Wrocław
- Hedwige (née vers 1345) nonne en 1359 puis abbesse en 1379 de l'abbaye Saint-Claire de Wrocław,
- Wacław
- Henri
- Elisabeth (morte le 25 juin 1366), nonne à l'abbaye Saint-Claire de Wrocław